# Pohang
Pohang (Hangul: 포항시, 浦項市, Hán Việt: Phố Hạng thị) là thành phố thuộc tỉnh Gyeongsangbuk-do, Hàn Quốc. Thành phố có diện tích km2, dân số là 510.079 người (điều tra năm 2010). Đây là thành phố lớn thứ 20 tại Hàn Quốc. Thành phố có  dong (phường).

## Khí hậu
| Dữ liệu khí hậu của Pohang               | Dữ liệu khí hậu của Pohang | Dữ liệu khí hậu của Pohang | Dữ liệu khí hậu của Pohang | Dữ liệu khí hậu của Pohang | Dữ liệu khí hậu của Pohang | Dữ liệu khí hậu của Pohang | Dữ liệu khí hậu của Pohang | Dữ liệu khí hậu của Pohang | Dữ liệu khí hậu của Pohang | Dữ liệu khí hậu của Pohang | Dữ liệu khí hậu của Pohang | Dữ liệu khí hậu của Pohang | Dữ liệu khí hậu của Pohang |
| Tháng                                    | 1                          | 2                          | 3                          | 4                          | 5                          | 6                          | 7                          | 8                          | 9                          | 10                         | 11                         | 12                         | Năm                        |
| ---------------------------------------- | -------------------------- | -------------------------- | -------------------------- | -------------------------- | -------------------------- | -------------------------- | -------------------------- | -------------------------- | -------------------------- | -------------------------- | -------------------------- | -------------------------- | -------------------------- |
| Cao kỉ lục °C (°F)                       | 17.5 (63.5)                | 24.9 (76.8)                | 26.9 (80.4)                | 32.8 (91.0)                | 36.1 (97.0)                | 37.7 (99.9)                | 38.6 (101.5)               | 39.3 (102.7)               | 35.9 (96.6)                | 30.5 (86.9)                | 26.6 (79.9)                | 21.5 (70.7)                | 39.3 (102.7)               |
| Trung bình ngày tối đa °C (°F)           | 6.5 (43.7)                 | 8.6 (47.5)                 | 12.7 (54.9)                | 18.9 (66.0)                | 23.2 (73.8)                | 25.5 (77.9)                | 28.7 (83.7)                | 29.4 (84.9)                | 25.3 (77.5)                | 21.4 (70.5)                | 15.2 (59.4)                | 9.2 (48.6)                 | 18.7 (65.7)                |
| Trung bình ngày °C (°F)                  | 1.8 (35.2)                 | 3.8 (38.8)                 | 7.9 (46.2)                 | 13.8 (56.8)                | 18.2 (64.8)                | 21.4 (70.5)                | 24.9 (76.8)                | 25.7 (78.3)                | 21.6 (70.9)                | 16.6 (61.9)                | 10.3 (50.5)                | 4.4 (39.9)                 | 14.2 (57.6)                |
| Tối thiểu trung bình ngày °C (°F)        | −2.0 (28.4)                | −0.3 (31.5)                | 3.7 (38.7)                 | 9.2 (48.6)                 | 13.8 (56.8)                | 17.9 (64.2)                | 22.0 (71.6)                | 22.9 (73.2)                | 18.4 (65.1)                | 12.5 (54.5)                | 6.1 (43.0)                 | 0.4 (32.7)                 | 10.4 (50.7)                |
| Thấp kỉ lục °C (°F)                      | −14.4 (6.1)                | −13.4 (7.9)                | −9.9 (14.2)                | −2.3 (27.9)                | 3.7 (38.7)                 | 8.2 (46.8)                 | 10.8 (51.4)                | 14.0 (57.2)                | 8.9 (48.0)                 | 0.6 (33.1)                 | −8.3 (17.1)                | −13.1 (8.4)                | −14.4 (6.1)                |
| Lượng Giáng thủy trung bình mm (inches)  | 36.5 (1.44)                | 40.8 (1.61)                | 60.9 (2.40)                | 68.9 (2.71)                | 85.2 (3.35)                | 141.6 (5.57)               | 203.2 (8.00)               | 227.4 (8.95)               | 177.1 (6.97)               | 43.7 (1.72)                | 41.1 (1.62)                | 25.7 (1.01)                | 1.152 (45.35)              |
| Số ngày giáng thủy trung bình (≥ 0.1 mm) | 5.4                        | 6.2                        | 8.7                        | 8.0                        | 8.8                        | 9.7                        | 13.4                       | 12.6                       | 10.9                       | 6.6                        | 5.7                        | 4.3                        | 100.3                      |
| Số ngày tuyết rơi trung bình             | 2.1                        | 2.0                        | 1.4                        | 0.0                        | 0.0                        | 0.0                        | 0.0                        | 0.0                        | 0.0                        | 0.0                        | 0.1                        | 1.3                        | 6.9                        |
| Độ ẩm tương đối trung bình (%)           | 49.1                       | 51.8                       | 57.0                       | 57.9                       | 64.6                       | 73.9                       | 78.7                       | 78.8                       | 75.9                       | 65.5                       | 57.6                       | 51.0                       | 63.5                       |
| Số giờ nắng trung bình tháng             | 188.7                      | 176.4                      | 189.9                      | 214.0                      | 223.9                      | 183.7                      | 161.1                      | 170.3                      | 154.5                      | 193.7                      | 182.8                      | 190.4                      | 2.229,6                    |
| Phần trăm nắng có thể                    | 60.8                       | 57.5                       | 51.2                       | 54.4                       | 51.3                       | 42.0                       | 36.2                       | 40.7                       | 41.5                       | 55.4                       | 59.3                       | 63.0                       | 50.1                       |
| Nguồn:                                   |                            |                            |                            |                            |                            |                            |                            |                            |                            |                            |                            |                            |                            |

## Các đơn vị hành chính
Thành phố được chia thành  dong (phường).

## Thành phố kết nghĩa
- Fukuyama, Nhật Bản[5]
- Hồn Xuân, Trung Quốc[6]
- İzmit, Thổ Nhĩ Kỳ[7]
- Jōetsu, Nhật Bản[6]
- Pittsburg, Hoa Kỳ[8]
- Vladivostok, Nga[9]